# 呂宋翠鳳蝶
呂宋翠鳳蝶（学名：Papilio chikae）是菲律賓特有的一種鳳蝶。